# Max Seigel
Max O. Seigel (* um 1979) ist ein US-amerikanischer Jazzmusiker (Bassposaune, Tuba, Arrangement, Arrangement, Komposition) des Modern Jazz, der zumeist bei Bigband-Produktionen mitwirkt.

## Leben und Wirken
Seigel, der aus Owenton (Kentucky) stammt, studierte zunächst am College der University of Cincinnati, mit dessen CCM Jazz Ensemble auch 1997 erste Aufnahmen entstanden (Lady Bird). In dieser Zeit gehörte er u. a. auch der Blue Wisp Big Band an. Seit 2000 lebt und arbeitet er in New York City; weiterhin studierte er studierte bei Dave Taylor, Douglas Purviance und John Mosca an der Manhattan School of Music, wo er 2008 seinen Masterabschluss erhielt.
Von Slide Hampton wurde er zusammen mit den Posaunisten Bob Brookmeyer, Benny Powell, Bill Watrous und Steve Davis als Mitglied der Trombone All Stars im Jazzclub Blue Note vorgestellt. Ferner spielte er seitdem als Mitglied der Roy Hargrove Big Band, der Fat Cat Big Band, dem Delphian Jazz Orchestra und dem Andy Farber Jazz Orchestra. Darüber hinaus spielte Seigel regelmäßig mit Wynton Marsalis und dem Lincoln Center Jazz Orchestra, dem Vanguard Jazz Orchestra und der Mingus Big Band. Er trat auch mit Carla Bley, Bob Mintzer, Jon Faddis und Toshiko Akiyoshi an Spielstätten wie der Carnegie Hall, Birdland und The Iridium auf.
Außerdem wirkte Seigel bei Aufnahmen Slide Hamptons (Spirit of the Horn, 2003), des Weiteren von Nancy Wilson, des Fresh Sound Jazz Orchestra und Frances und Kendrick Olivers New Life Jazz Orchestra mit. Er spielte in den Broadway-Produktionen Porgy and Bess und West Side Story sowie in dem Soundtrack des Films S.W.A.T. Als Interpret war er bei Aufführungen von Werken von Justin Mullins, Jade Synstelien, Kyle Saulnier, Sherisse Rogers und Frank Carlberg tätig. Gegenwärtig spielt er in Noah Bless’ Formation Slide Appeal. Im Bereich des Jazz war er laut Tom Lord zwischen 1997 und 2015 an 35 Aufnahmesessions beteiligt, u.a auch mit Jon Irabagon (Outright!), Christopher Jentsch, Nicholas Urie, Jason Hainsworth, Daniel Jamieson's Danjam Orchestra, Joshua Shneider Jazz Orchestra, John Escreet, Raul Agraz, Eyal Vilner Big Band, Scott Reeves Jazz Orchestra, in Joe Chambers Moving Pictures Orchestra und im Dick Oatts/Mats Holmquist New York Jazz Orchestra. Aktuell ist er Mitglied des Jazz Orchestra of Philadelphia.
Seigel ist auch als Komponist und Arrangeur aktiv. Einige seiner Kompositionen und Arrangements sind auf seinem Debütalbum mit dem Titel Siphonophore zu hören. Seigel komponiert oder arrangiert außerdem Musik für die Soundtracks zu Werken des Videokünstlers Slater Bradley. Er schrieb auch für Slide Hampton, Roy Hargrove, Jeremy Pelt und Kendrick Oliver. Er lehrt zudem Posaune an der Temple University in Philadelphia.

## Diskographische Hinweise
- Siphonophore (OttoJazz, 2010), mit Sycil Mathai, Jeff Nelson, Chris Olness, Douglas Purviance, Jack Schatz, David Taylor, Dale Turk, Chris Komer, Dan Peck, Erica von Kleist, Rob Mosher, Frank Basile, Kenny Berger, Carl Maraghi, Jay Brandford, Jay Rattman, Matt Cowan, Dave Noland, Bohdan Hilash, Jade Synstelien, Riza Printup, Doug Weiss, Paul Francis